# Misumenops decolor
Misumenops decolor is een spinnensoort in de taxonomische indeling van de krabspinnen (Thomisidae).
Het dier behoort tot het geslacht Misumenops. De wetenschappelijke naam van de soort werd voor het eerst geldig gepubliceerd in 1901 door Wladislaus Kulczynski.